# You’ll Never Walk Alone (альбом Дорис Дэй)
You’ll Never Walk Alone — студийный альбом американской певицы Дорис Дэй, выпущенный 17 сентября 1962 года на лейбле Columbia Records. На альбоме представлены в основном религиозные и духовные песнопения.

## Список композиций
| №                   | Название                  | Автор(ы)                                | Длительность |
| ------------------- | ------------------------- | --------------------------------------- | ------------ |
| 1.                  | «If I Can Help Somebody»  | Альма Базель Андроццо                   | 2:39         |
| 2.                  | «Nearer My God To Thee»   | Сара Фуллер Флауэр Адамс, Лоуэлл Мейсон | 3:29         |
| 3.                  | «The Prodigal Son»        | Мартин Брунс, Уильям Оберт Льюс         | 2:57         |
| 4.                  | «Abide With Me»           | Генри Фрэнсис Лит, Уильям Генри Монк    | 2:34         |
| 5.                  | «Bless This House»        | Хелен Тейлор, Мэй Х. Морган             | 3:20         |
| 6.                  | «You’ll Never Walk Alone» | Ричард Роджерс, Оскар Хаммерстайн II    | 2:30         |
| Общая длительность: | Общая длительность:       | Общая длительность:                     | 17:29        |

| №                   | Название                         | Автор(ы)                  | Длительность |
| ------------------- | -------------------------------- | ------------------------- | ------------ |
| 1.                  | «In The Garden»                  | С. Остин Майлз            | 3:41         |
| 2.                  | «Walk With Him»                  | Генри Варс, Уильям Данэм  | 2:55         |
| 3.                  | «Scarlet Ribbons (For Her Hair)» | Эвелин Данциг, Джек Сигал | 3:06         |
| 4.                  | «Be Still And Know»              | Уильям Оберт Льюс         | 3:10         |
| 5.                  | «I Need Thee Every Hour»         | Энни Хоукс, Роберт Лаури  | 3:02         |
| 6.                  | «The Lord’s Prayer»              | Альберт Хэй Малотт        | 3:00         |
| Общая длительность: | Общая длительность:              | Общая длительность:       | 18:54        |

## Участники записи
- Дорис Дэй — вокал
- Бадди Коул[англ.] — фортепиано
- Джим Харберт — аранжировка, дирижёр